# 小寺休夢
小寺 休夢（こでら きゅうむ）は、戦国時代から安土桃山時代にかけての武将。諱は高友、休夢は号。茶人として著名である。

## 生涯
黒田重隆の子として誕生。兄に黒田職隆、弟に井手友氏、松井重孝（）がいる。
一時、恒屋安芸守と称して播磨砥堀山城に入ったといわれており、永禄年間頃までに出家剃髪して増位山地蔵院に住み、休夢斎善慶と号した。のち雲照院に移った。元亀4年（1573年）、別所氏によって増位山が攻められると、兄・職隆らの支援を受け、また、櫛橋氏（志方城主）や長井氏（野口城主）らの仲介を得て和睦した。
その後も職隆の子で甥の孝高（官兵衛）に従い、三木合戦などで活躍した。のち、豊臣秀吉に仕えた。
文禄3年（1594年）3月、死去。

## 逸話
- 文化人、特に茶人として著名で、天正15年（1587年）、九州遠征中の豊臣秀吉より、浜（現在の九州大学馬出キャンパス内）での茶会に招かれた。このとき秀吉の命を受けた千利休は、松に鎖をおろし、雲龍の小釜をかけ、白砂の上の松葉をかきあつめて湯をわかしたとされる（→千利休の項を参照のこと）。
- 平成26年（2014年）8月、姫路市の随願寺で「善慶」と刻まれた供養塔が同寺の地蔵院跡地から見つかった[7]。

## 関連作品
- 軍師官兵衛（2014年、演：隆大介）